# Gioan Baotixita Phạm Minh Mẫn

Znak kardinála Phạm Minh Mẫna

Gioan Baotixia kardinál Phạm Minh Mẫn (* 5. března 1934, Ca Mau) je vietnamský římskokatolický kněz, arcibiskup v Ho Či Minově Městě a kardinál.
Kněžské svěcení přijal 25. května 1965. Poté přednášel v semináři v Can Tho, kde byl také rektorem.
Dne 22. března 1993 byl jmenovaný pomocným biskupem v diecézi My Tho, biskupské svěcení přijal 11. srpna téhož roku. O pět let později, v březnu 1998, byl jmenovaný arcibiskupem v Ho Či Minově Městě. Při konzistoři 21. října 2003 ho papež Jan Pavel II. jmenoval kardinálem. Vietnamská vláda proti tomuto jmenování nejdříve protestovala, později však toto jmenování akceptovala. Dne 22. března 2014 odešel na odpočinek, jeho nástupcem ve funkci arcibiskupa byl jmenován Paul Bùi Văn Ðoc. 